# Policía Nacional de Suecia
El Servicio de Policía de Suecia (en sueco: Polisen o Polismyndigheten) es un conjunto de organismos gubernamentales encargados de la seguridad en Suecia. El Servicio de la Policía sueca cuenta con 26.122 empleados (diciembre de 2008), de los cuales el 39% son mujeres. El personal está formado por 19.122 agentes de policía, de los cuales 25% son mujeres y 7.000 funcionarios civiles de los cuales el 70% son mujeres (2008).
El Servicio de Policía de Suecia está dirigido por el Junta Nacional de Policía y 21 autoridades de policía de cada provincia.
Uno de los principales objetivos del Gobierno es contar con 20.000 agentes de policía en 2010.

## Policía Nacional de Suecia
La Policía Nacional de Suecia (Rikspolisstyrelsen) es la autoridad central administrativa y de supervisión del servicio de policía. También es la autoridad de control del Laboratorio Nacional de Ciencias Forenses. La Junta está encabezada por el Comisario de la Policía Nacional que es nombrado por el gobierno. El actual Comisario de la Policía Nacional es Bengt Svenson. Entre otras cosas, la Junta es responsable del desarrollo de nuevos métodos de trabajo y el apoyo tecnológico y administrativo. Es también - a través de la Academia Nacional de Policía - responsable de la formación de los agentes.
La Junta Nacional de Policía se compone de dos departamentos nacionales:
- El Departamento Nacional de Investigaciones Penales, Rikskriminalpolisen (RKP). Responsabilidades:
  - Delincuencia organizada
  - Grupo de Acción Nacional
  - Agentes de Policía de Enlace

- El Servicio de Seguridad, Säkerhetspolisen (SÄPO). Responsabilidades:

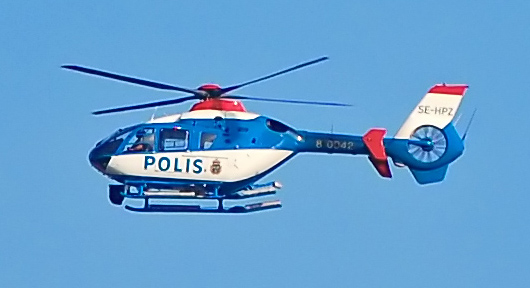
Helicóptero de la policía sueca (Eurocopter EC135 P2).

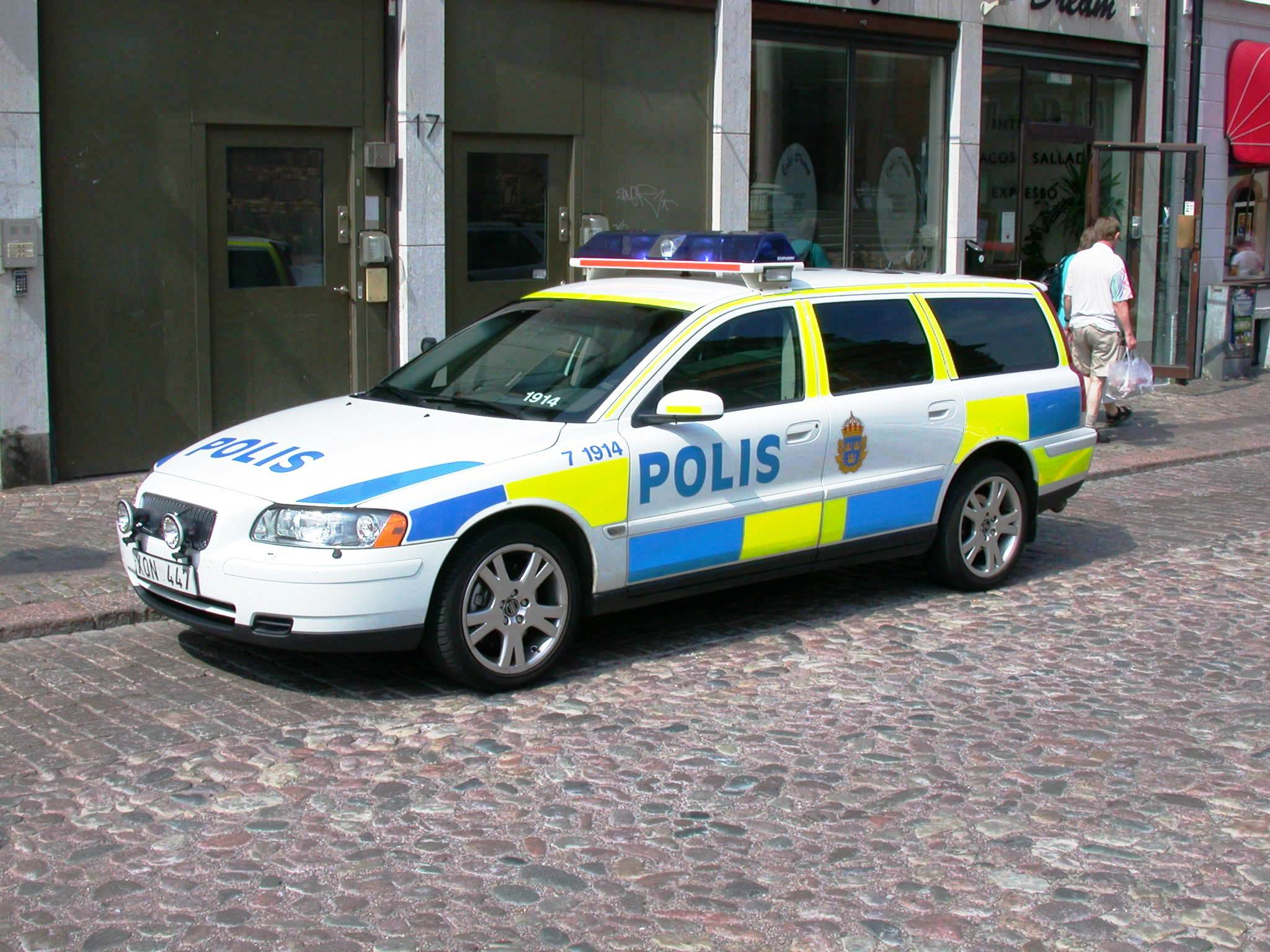
Coche patrulla (Volvo V70).

  - Protección VIP
  - Lucha contra el terrorismo
  - La seguridad nacional

## Autoridades provinciales de la policía
En cada una de las 21 provincias de Suecia existe una Autoridad de Policía del Condado, la cual está encabezada por un Comisario de Policía del Condado. También existe una Junta de Policía del Condado, formada por políticos locales y el comisario. Los comisarios y los miembros de la Junta son nombrados por el Gobierno de Suecia. La Autoridad de Policía del Condado informa a la Junta Nacional de Policía, que informa a su vez al Ministerio de Justicia.

## Gestión de crisis
La policía tiene unidades especiales que se utilizan en situaciones más difíciles o en graves amenazas de seguridad, como los Piketen, equipos de respuesta de emergencia y los paramilitares del Grupo de Acción Nacional (Nationella insatsstyrkan). Para las grandes cuestiones, también hay oportunidad de recibir el refuerzo de los cuerpos de policía auxiliar llamados  Beredskapspolisen.

## Equipamiento

### Fuerza aérea
La policía sueca tiene helicópteros como unidades de apoyo. Están encargados principalmente de deberes de observación y  búsqueda. Son utilizados normalmente en las principales ciudades de Suecia (Estocolmo, Gotemburgo, Östersund y Boden). Los utilizados en la actualidad son de la gama Eurocopter EC-135.

### Vehículos

Marcas Battenburg.

En la mayor parte del siglo XX, los vehículos de la policía sueca fueron pintados de negro y blanco. En 2005, los coches de la policía sueca cambiaron a un color amarillo y azul fluorescente (marcas Battenburg). La mayoría de coches de la policía sueca son Volvo o Saab, con la misma imagen en toda Suecia.

### Equipo del personal
Casi todos los oficiales deben usar un cinturón que lleva una pistola de servicio (el arma reglamentaria del oficial de la policía sueca es el SIG Sauer P226, el P228 y el P239), cargador extra, bastón extensible, esposas, radio, teléfono móvil, aerosol de pimienta, las llaves y guantes. También tienen una bolsa de lona, que cuenta con equipos adicionales, como las pasamontañas y el chaleco. Muchos oficiales de policía también llevan una radio dispositivo de comunicación. Todos los agentes de policía deben llevar identificación.

### Comunicaciones por radio
Actualmente, la policía usa dos sistemas de radio, el S70 analógica y S80. S70 se utiliza en todo el país, mientras que S80 se utiliza como un complemento a la S70 en Estocolmo, Gotemburgo y Malmö. Ambos sistemas se están volviendo obsoletos y la Agencia Sueca de Gestión de Emergencias (SEMA) comenzó la introducción de un sistema de radio digital, Rakel (RadioKommunikation för Effektiv Ledning, "Radio Comunicación para una gestión eficaz"). La policía hizo las primeras pruebas con Rakel en abril de 2006.
Dado que los sistemas de radio pueden ser escaneados, para la información confidencial la policía decide usar teléfonos celulares que son prácticamente imposibles de interceptar, a pesar de que el móvil sólo permite las llamadas entre el centro de comunicaciones y un oficial individual, mientras que la radio permite que un gran número de unidades de policía puedan comunicarse unos con otros al mismo tiempo.